# Ягисири

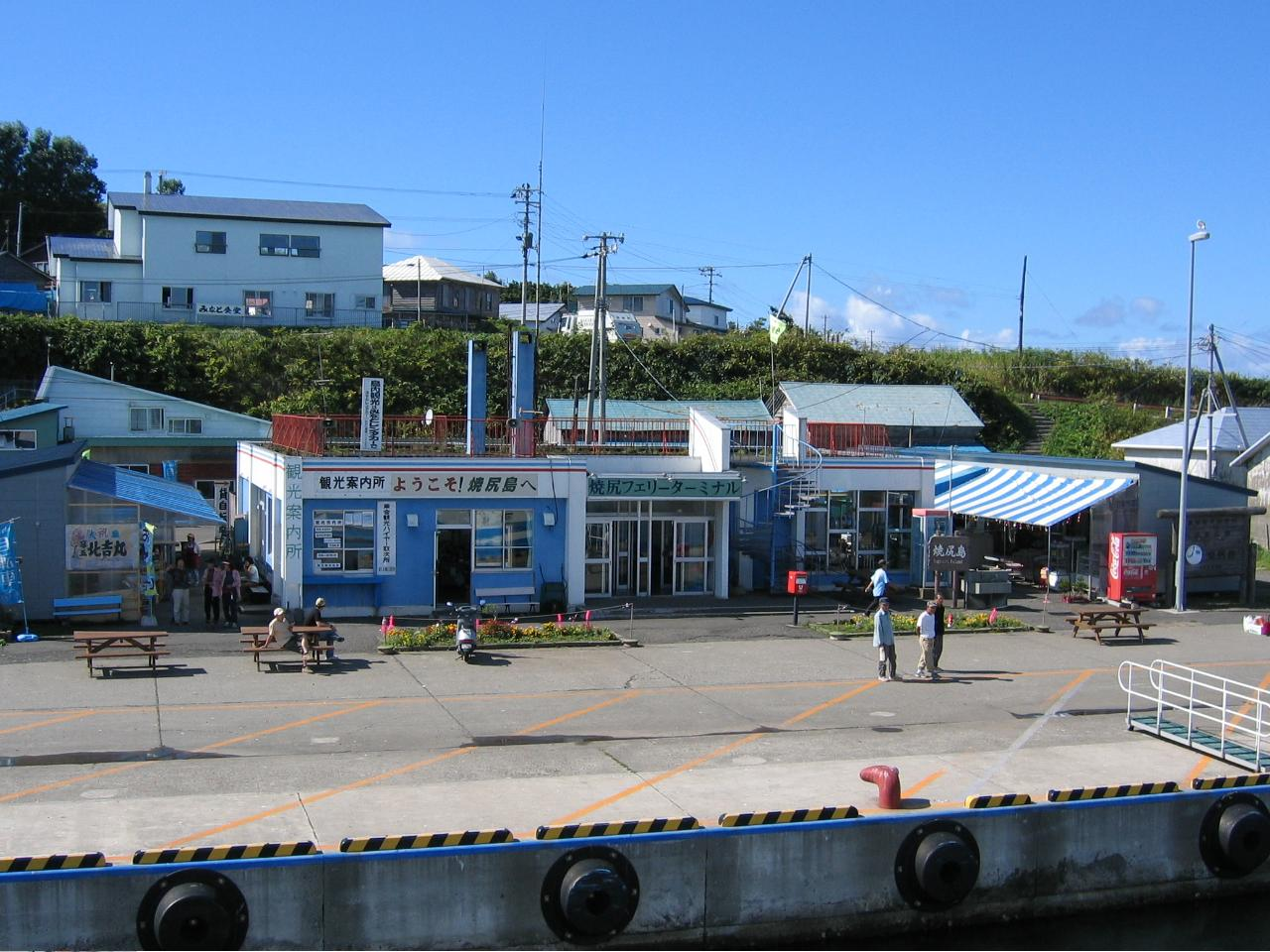
Порт Ягисири

Ягисири (яп. 焼尻島) — остров в Японском море, находящийся примерно в 25 км от Хаборо, Хоккайдо. Остров, вместе с соседним островом Тэури, принадлежит городу Хаборо в субпрефектуре Румой.
Остров известен тем, что треть острова покрыта лесами, за которыми находятся пастбища с овцами.

## История
Остров Ягисири, как и близлежащий Тэури, стал базой для промысла тихоокеанской сельди, начиная с 1786 года.
В современный период на острове Ягисири наблюдается долгосрочное сокращение населения: в 1947 году здесь проживало 2 283 человека, к 1972 году их число сократилось до 1 073, а в 2010 году население составляло 273 человек.

## География
Ягисири расположен в 3,5 км к востоку от острова Тэури, два острова разделены каналом Мусаси.
Остров имеет длину примерно 4 км с востока на запад, 2 км с севера на юг и занимает площадь 5,34 км². Его береговая линия составляет примерно 12 км.

## Достопримечательности

### Лес Ягисири
Остров известен своим густым лесом. Когда-то остров был полностью покрыт деревьями, но большая часть леса использовалась для жилищного и другого строительства с началом торговли тихоокеанской сельдью в конце 18 века. В 1880 году был введен запрет на вырубку деревьев на острове, чтобы предотвратить полную вырубку лесов на острове. Вскоре после этого, в 1886 году, две трети леса были уничтожены пожаром. На острове были значительно восстановлены леса, а долина Угису в центре острова осталась нетронутой застройкой или пожарами. Климатические условия на берегу Японского моря поддерживают полог леса, особенно в долине Угису, на уровне 10 метров, а стволы различных пород деревьев в лесу соответственно толстые. В лесу произрастает 50 видов деревьев, но остров Ягишири известен своими нетронутыми насаждениями японского тиса. Лес Ягисири является охраняемым природным памятником Японии, а весь остров охраняется как часть Квази-национального парка Шоканбецу-Тэури-Ягисири.